# Annemieke Nijhof
Annemieke Gerda Nijhof (Baarn, 28 april 1966) is een Nederlandse directeur, overheidscommissaris en voorzitter. Op 24 september 2015 werd Annemieke Nijhof verkozen tot Topvrouw van het Jaar 2015 door de Stichting Topvrouw van het Jaar.
Annemieke Nijhof is sinds 1 oktober 2020 algemeen directeur van Deltares.
Ze houdt zich al bijna 30 jaar bezig met verschillende aspecten van de duurzame leefomgeving al bijna 30 jaar. Ze heeft werkervaring in zowel het bedrijfsleven als de overheid. Daarnaast is ze supervisor en adviseur voor kennisinstellingen, de overheid, NGO's en de financiële sector. Ze was topvrouw van het jaar 2015 vanwege vanwege haar vasthoudende inzet voor diversiteit en inclusiviteit in organisaties.
Na haar studie (Chemische Technologie) aan de Universiteit Twente begon ze als ingenieur Innovatieve Bodemsanering bij Tauw bv. Daarna werd ze hoofd Water en Ruimtelijke Ordening. In diezelfde periode rondde ze een MBA af aan de TSM Business School. Vervolgens ging ze aan de slag bij het ministerie van Onderwijs, Cultuur en Wetenschap als Coördinator Technische Wetenschappen, om vervolgens over te stappen naar het ministerie van Volksgezondheid, Ruimtelijke Ordening en Milieu. Eerst als hoofd van de afdeling Toekomstverkenning en Beleidsevaluatie, later als onderdirecteur Externe Veiligheid. Evaluatie, later als onderdirecteur Externe Veiligheid bij hetzelfde ministerie. In 2005 werd ze hoofdadviseur van premier Balkenende op het ministerie van Algemene Zaken. drie jaar later werd ze benoemd tot directeur-generaal Water bij het ministerie van Infrastructuur en Waterstaat. In 2012 werd ze CEO van Tauw Group bv, verantwoordelijk voor alle (inter)nationale bedrijfsonderdelen van Tauw Group. In 2019 werd Annemieke boegbeeld van Topsector Water en Maritiem en voorzitter van het bestuur van het Netherlands Water Partnership. Daarnaast is ze mede-directeur van Stichting De Springtij.

## Loopbaan
Nijhof studeerde van 1984 tot 1990 Chemische Technologie op de Universiteit Twente. Na afronding van deze studie startte ze in 1991 als Adviseur Bodem bij Tauw. Al vrij snel werden de leiderschapscapaciteiten van Nijhof ontdekt en kreeg ze de mogelijkheid om te studeren voor haar Master of Business Administration aan de TSM Businsess School. Ze begon de opleiding in 1995 en rondde deze in 1997 succesvol af. Tijdens die studie werd ze in 1996 hoofd van de afdeling Water & ruimtelijke ordening bij Tauw.

## Ministeries
In mei 1998 maakt Nijhof de overstap naar ambtelijk Den Haag. In het eerste jaar op het Ministerie van Onderwijs, Cultuur en Wetenschap (OCW) als Coördinator Technische Wetenschappen, daarna in 1999 als hoofd van de afdeling Toekomstverkenning en Beleidsevaluatie op het Ministerie van Volkshuisvesting, Ruimtelijke Ordening en Milieubeheer (VROM). In datzelfde ministerie wordt ze begin 2002 plaatsvervangend directeur Externe Veiligheid (Ministerie van VROM).
Tijdens het Kabinet-Balkenende II maakt Nijhof in 2005 de overstap naar het Ministerie van Algemene Zaken en wordt ze raadsadviseur van minister-president Balkenende. In 2008 begint Annemieke Nijhof met de laatste functie die ze in het politiek landschap bekleedt. Als Directeur-Generaal Water bij het Ministerie van Verkeer & Waterstaat (later Ministerie van Infrastructuur en Milieu) is ze verantwoordelijk voor het waterbeleid in Nederland. Ze was mede grondlegger van het Deltaprogramma, de Deltawet, het Bestuursakkoord Water en de Topsector Water.

## Techniek
Na haar Haagse carrière keerde Nijhof terug in de sector van ingenieursbureaus. In november 2011 start ze als lid van de Raad van Bestuur van Grontmij. Bij haar benoeming brak een instabiele periode voor Grontmij aan waarbij een verschil van inzicht ontstond over de aanpak van de problemen bij Grontmij. Om die reden stapt Nijhof hier in januari 2012 op. In februari 2012 begint ze bij Tauw Group als CEO. In de eerste jaren werkt Nijhof hard aan de economische stabiliteit binnen het bedrijf. Daarnaast gaat ze verder met de strategische ontwikkeling en toepassing van het beleid waar ze zich eerder hard voor maakte. Duurzaamheid, ruimtelijke kwaliteit en water spelen daarbij een belangrijke rol.

## Nevenfuncties
Naast haar baan als CEO van Tauw Group bv is Nijhof zeer betrokken bij diverse publieke instellingen. Zo werd zij in 2015 door minister Dijsselbloem benoemd tot overheidscommissaris van De Nederlandsche Bank.
Nijhof is:
- Sinds juni 2015 - Lid van de Advisory board KNMI
- Sinds mei 2015 - Overheidscommissaris van De Nederlandsche Bank[2]
- Sinds januari 2015 - Lid van de Maatschappelijke Adviesraad RIVM
- Sinds september 2014 - Lid van de Raad van Toezicht van ARK
- Sinds mei 2013 - Lid van de Raad voor de leefomgeving en infrastructuur (Rli)
- Sinds juni 2012 - Commissaris in de Raad van Commissarissen bij Waterbedrijf Evides

In het verleden bekleedde Nijhof de volgende nevenfuncties:
- Van 2013 tot 2015 - Lid van het algemeen bestuur van NLingenieurs
- Van 2011 tot 2015 - Voorzitter van Partos, de branchevereniging voor ontwikkelingssamenwerking
- Van 2011 tot 2015 - Lid van de adviesraad van onderzoeksinstituut IMARES
- Van 2010 tot 2014 - Lid van de Raad van Toezicht Naturalis Biodiversity Center
- Van 2010 tot 2014 - Lid van de Foundation Board IHE Delft Institute for Water Education